# Enzo Petito
Enzo Petito, pseudonimo di Vincenzo Squatriti (Napoli, 24 luglio 1897 – Roma, 17 luglio 1967), è stato un attore italiano.

## Biografia
Enzo Petito era pronipote del celebre Antonio, di cui suo nonno paterno Davide era infatti il fratello.
Iniziò la carriera con il teatro di Eduardo De Filippo dagli anni cinquanta, facendo parte della compagnia teatrale de "La scarpettiana", al Teatro San Ferdinando di Napoli, diretta da Eduardo, insieme ad attori come Ugo D'Alessio, Pietro De Vico e Franco Sportelli.
Al cinema ha interpretato diversi ruoli negli anni sessanta. La sua apparizione più importante è stata nel 1966 nel film di Sergio Leone Il buono, il brutto, il cattivo, nel quale interpreta il proprietario di un negozio di armi. Di particolare rilievo l'interpretazione dell'ingegnere Fritzmayer nella pellicola di Dino Risi Il vedovo.

## Filmografia parziale

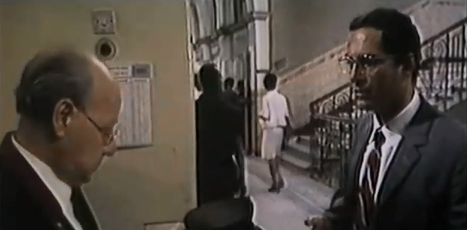
Petito con Nino Manfredi nel film Made in Italy

- A che servono questi quattrini?, regia di Esodo Pratelli (1942)
- Carosello napoletano regia di Ettore Giannini (1953)
- Siamo tutti inquilini, regia di Mario Mattoli (1953)
- Il medico dei pazzi, regia di Mario Mattoli (1954)
- Ballata tragica, regia di Luigi Capuano (1954)
- Miseria e nobiltà, regia di Mario Mattoli (1954)
- Il vedovo, regia di Dino Risi (1959)
- Il mattatore, regia di Dino Risi (1959)
- Chi si ferma è perduto, regia di Sergio Corbucci (1960)
- Mariti a congresso, regia di Luigi Filippo D'Amico (1961)
- L'oro di Roma, regia di Carlo Lizzani (1961)
- Ultimatum alla vita, regia di Renato Polselli (1962)
- Anni ruggenti, regia di Luigi Zampa (1962)
- Il criminale, regia di Marcello Baldi (1962)
- La cuccagna, regia di Luciano Salce (1962)
- I 4 monaci, regia di Carlo Ludovico Bragaglia (1962)
- Le quattro giornate di Napoli, regia di Nanni Loy (1962)
- Made in Italy, regia di Nanni Loy (1965)
- Il buono, il brutto, il cattivo, regia di Sergio Leone (1966)

## Prosa teatrale
- Pulcinella in cerca della sua fortuna per Napoli di Pasquale Altamura, regia di Eduardo De Filippo, prima al Piccolo Teatro di Milano il 2 ottobre 1958.
- Tre calzoni fortunati di Eduardo Scarpetta, regia di Eduardo De Filippo (1959)
- Napoli milionaria di Eduardo De Filippo, regia di Eduardo De Filippo (1962)
- Questi fantasmi! di Eduardo De Filippo, regia di Eduardo De Filippo (1962)
- Filumena Marturano di Eduardo De Filippo, regia di Eduardo de Filippo (1962)

## Prosa televisiva Rai
- Tre calzoni fortunati, regia di Eduardo De Filippo, trasmessa il 23 gennaio 1959.
- Le voci di dentro di Eduardo De Filippo, regia di Eduardo De Filippo, trasmessa il 12 febbraio 1962.
- Natale in Casa Cupiello di Eduardo De Filippo, regia di Eduardo De Filippo, trasmessa a dicembre 1962.[2]
- I migliori sono sempre così, regia di Peppino De Filippo, trasmessa il 19 settembre 1964.
- A Coperchia è caduta una stella, regia di Peppino De Filippo, trasmessa il 20 settembre 1964.
- Bello di papà, regia di Mario Ferrero, trasmessa il 21 ottobre 1965.

## Doppiatori italiani
- Carlo Romano in Il vedovo
- Lauro Gazzolo in Il buono, il brutto, il cattivo